# 絶対可憐放送局
絶対可憐放送局（ぜったいかれんほうそうきょく）は、アニメイトTVで配信されたインターネットラジオ番組で、TVアニメ『絶対可憐チルドレン』の連動番組。パーソナリティは白石涼子、戸松遥、小杉十郎太の3人。2008年6月25日から2009年3月25日までアニメイトTVで隔週水曜日に配信された。

## 概要

### パーソナリティ
- 白石涼子（野上葵役）
- 戸松遥（三宮紫穂役）
- 小杉十郎太（桐壺帝三役）

### 内容
アニメでザ・チルドレンを演じる白石と戸松が可憐な乙女へ成長できるよう、小杉の指導下さまざまな任務（コーナー）を重ねる「新感覚☆特務声優育成バラエティ番組」という設定。また、主役の平野綾がいないことからアニメ本編とはかなり違った番組になっている。
番組ではポイント制が存在し、「念動回答」の成績に応じて小杉がポイントをあげている（ポイント制度の欄参照）。20ポイントで超度（レベル）が1上がり、最高値は超度7。人にあげるポイントは一緒だが、ラジオ本編では放送されないDJCD内でのボーナスポイントが付加される時は、それぞれ違うポイントが入る場合がある。
MC017終了時点の2人のポイントは白石が107Pで超度6（★8個）、戸松が110Pで超度6（★11個）。有体に挙げると番組の趣旨は小杉とリスナーの手によって二人の萌え度を高めること。その一方で、小杉が大人の落ち着きや渋さと裏声およびギャル（オネエ）口調を巧みに使い分け、二人を逆に萌えさせる展開も多々繰り広げられる。
リスナーのラジオネームの呼び方は「可憐ネーム」。番組では戸松がスケジュールの都合で何度か欠席をしており、その時にはゲストが冒頭でチルドレン的な理由で説明されている。『ハヤテ』&『絶チル』合同公録時の欠席については当初から出演の予定はなかった。
2008年12月14日に秋葉原のUDXシアターで『絶対可憐放送局』と『ハヤコン』の合同公開収録が開催（戸松は前述通り欠席）。MC（ミッションコード）013には兵部京介役の遊佐浩二、MC014には『ハヤテのごとく!』から田中理恵がスペシャルゲストとして登場した。同年7月23日のみ制作上の都合で休止。翌2009年2月11日は祭日のため翌日に持ち越された。

## コーナー
念動回答（サイキックアンサー）
桐壺局長扮する小杉局長が出題する「○○と言えば何?」という問題に白石と戸松がサイキックパワーを使って全問シンクロに挑む。
シンクロ率によって次回収録時の差し入れなどチルドレンたちへの待遇が変化する。
100%（豪華）→80%→60%→40%→20%→0%（ご褒美なし）
俺流可憐
「これを言われたらツボ」というお題に沿った俺好み台詞を白石と戸松が言ってくれる企画である。
リスナーに代わって小杉局長がチルドレンたちの可憐な一面を引き出す。
本音解禁
リスナーの本音をぶちまけるコーナー。お題に沿って心の中に秘めているぶちまけたい本音を送る。
時折三人のぶちまけたい本音も炸裂する。
当初は決められたお題に沿って募集されていたが、MISSION-11からはお題フリーになった。
メール職人・普通の人々
ふつおた（普通のお便り）コーナー。
3人への激励や質問、『絶チル』の素朴な疑問などから何気ない日常報告まで。

## ポイント制度

### ポイント設定表
小杉一郎太レベル（まだまだ） ポイント1
小杉三郎太レベル（修行が足りん） ポイント2
小杉五郎太レベル（もう一踏ん張り） ポイント3
小杉七郎太レベル（まずまず） ポイント4
小杉十郎太レベル（GOOD JOB!!） ポイント5
小杉百郎太レベル（お見事） ポイント6
小杉千郎太レベル（参りました） ポイント7

### レベル設定表
超度（レベル）1　ポイント0 - 19
超度（レベル）2　ポイント20 - 39
超度（レベル）3　ポイント40 - 59
超度（レベル）4　ポイント60 - 79
超度（レベル）5　ポイント80 - 99
超度（レベル）6　ポイント100 - 119
超度（レベル）7　ポイント120 -

## 配信日/ゲスト
※放送回数は「MISSION-」（ミッションコード）と記す。◎は戸松欠席時の"表向き"の理由 
| MISSION | 配信日         | サブタイトル                       | ゲスト                                                     | 備考                                                                |
| ------- | -------------- | ---------------------------------- | ---------------------------------------------------------- | ------------------------------------------------------------------- |
| 001     | 2008年6月25日  | 子供たちを責めないで!?             | -                                                          | -                                                                   |
| 002     | 2008年7月9日   | 局長、はぐはぐしてくださぁ〜い!    | -                                                          | -                                                                   |
| 003     | 2008年7月30日  | 三度目も……正直?                    | -                                                          | -                                                                   |
| 004     | 2008年8月13日  | エスパーソックスくださいな〜       | -                                                          | -                                                                   |
| 005     | 2008年8月27日  | 氷の苦笑…                          | 浅野真澄（柏木朧 役）                                      | ◎ 漢字の書き取り                                                    |
| 006     | 2008年9月10日  | 純情可憐準備Go!                    | 平野綾（明石薫 役）                                        | 主役の平野が初登場、この回でチルドレン全員集合した。                |
| 007     | 2008年9月24日  | チルドレンが七光り!?               | -                                                          | -                                                                   |
| 008     | 2008年10月15日 | 局長ったら、口八丁手八丁!?         | 中村悠一（皆本光一 役）                                    | -                                                                   |
| 009     | 2008年10月29日 | 純情可憐にポイント変動!?           | -                                                          | -                                                                   |
| 010     | 2008年11月12日 | 十人十色、十郎太桃色!?             | -                                                          | -                                                                   |
| 011     | 2008年11月26日 | 局長、いちいちうるさいでチュ〜!?   | -                                                          | 015回でこの回で買った宝くじはすべてハズレだったということを言った。 |
| 012     | 2008年12月10日 | クリスマスはワンツーパンチ!?       | -                                                          | -                                                                   |
| 013     | 2008年12月24日 | 特別任務 公録だよ、全員解禁! part1 | 遊佐浩二（兵部京介 役） 可憐Girl's（AYAMI・YUIKA・SUZUKA） | ◎ 漢字の書き取り                                                    |
| 014     | 2009年1月14日  | 特別任務 公録だよ、全員解禁! part2 | 田中理恵（マリア役）                                       | ◎ 兵部京介を追いかけているため                                      |
| 015     | 2009年1月28日  | 一期一会で福は内!?                 | -                                                          | -                                                                   |
| 016     | 2009年2月12日  | バレンタインはどんな色!?           | -                                                          | -                                                                   |
| 017     | 2009年2月25日  | 桃の節句っていいなぁ〜!            | -                                                          | -                                                                   |
| 17.5    | 2009年3月11日  | 未公開トークスペシャル!            | -                                                          | 第3巻のDJCDに収録されなかった「小杉の脇道」を中心に配信された。     |
| 018     | 2009年3月25日  | 卒業なんてイヤイヤ〜!?             | -                                                          | -                                                                   |

## CD
1. DJCD「絶対可憐放送局 〜純情可憐編〜」第1巻（FCCM-0252、2008年10月24日発売[9]）
2. DJCD「絶対可憐放送局 〜純情可憐編〜」第2巻（FCCM-0253、2008年11月21日発売）
3. DJCD「絶対可憐放送局 〜百花繚乱編〜」第3巻（FCCM-0269、2009年3月25日発売）